# Nicolás Correa
Nicolás Correa Risso (Montevideo, Uruguay; 25 de diciembre de 1983) es un exfutbolista uruguayo. Jugaba como marcador central y su primer equipo fue Alianza. Su actual club en su vuelta al fútbol es Atlético Cuadril.

## Trayectoria

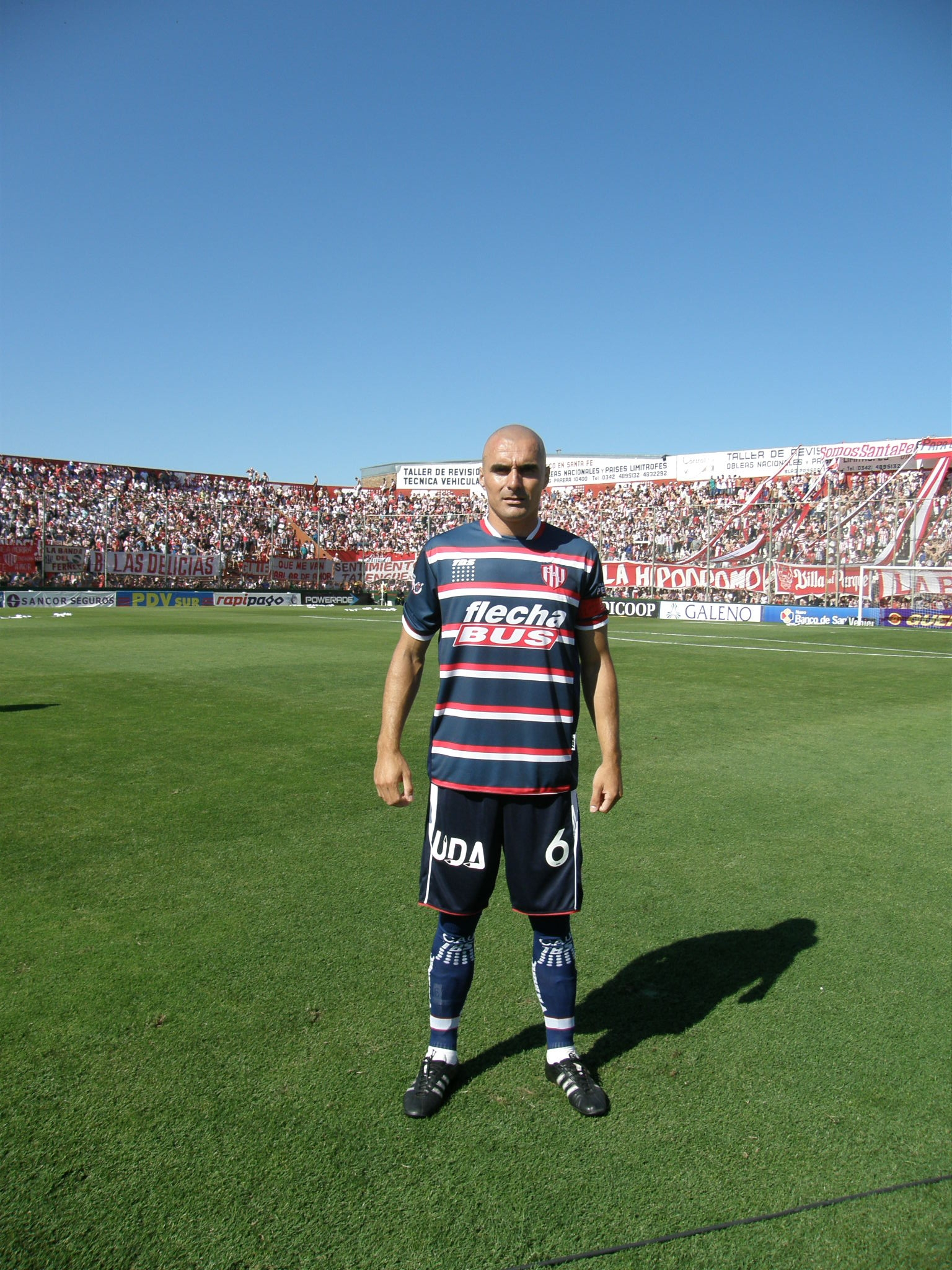
Correa en el 15 de Abril

Nicolás Correa inició su carrera en el ya desaparecido club Alianza, para luego pasar a Liverpool. Sus buenas actuaciones le permitieron dar el salto al fútbol argentino en 2009, cuando se incorporó a Unión de Santa Fe. Llegó con el equipo en segunda división y en 2011 logró el ascenso a Primera, siendo titular indiscutido.
En enero de 2014, tentado por la chance de jugar Copa Libertadores, dejó Unión luego de cuatro temporadas y media para convertirse en nuevo jugador de Defensor Sporting. Un año después regresó al fútbol argentino al sumarse a Arsenal de Sarandí, donde sólo estuvo la mitad del torneo. El segundo semestre de 2015 lo encontró nuevamente en Uruguay defendiendo los colores de Cerro.
A principios de 2016 se transformó en refuerzo de Gimnasia y Esgrima de Jujuy para jugar el torneo transición. A mediados de ese año se concretó su regreso a Defensor Sporting, donde se mantuvo durante tres temporadas hasta que en junio de 2019 la directiva decidió no renovarle el contrato.

## Clubes
| Club                        | País      | Año       |
| --------------------------- | --------- | --------- |
| Alianza                     | Uruguay   | 2002-2004 |
| Liverpool                   | Uruguay   | 2005-2009 |
| Unión de Santa Fe           | Argentina | 2009-2013 |
| Defensor Sporting           | Uruguay   | 2014      |
| Arsenal de Sarandí          | Argentina | 2015      |
| Cerro                       | Uruguay   | 2015      |
| Gimnasia y Esgrima de Jujuy | Argentina | 2016      |
| Defensor Sporting           | Uruguay   | 2016-2019 |
| Central Córdoba (SdE)       | Argentina | 2019      |
| Universidad de Concepción   | Chile     | 2020-2021 |
| Defensor Sporting           | Uruguay   | 2021      |
| Central Español             | Uruguay   | 2022      |
| Atlético Cuadril            | Uruguay   | 2023      |

### Estadísticas
- Actualizado al final de su carrera deportiva

| Club                            | Div.                | Temporada           | Liga | Liga | Copa Nacional | Copa Nacional | Copa Internacional | Copa Internacional | Total | Total |
| Club                            | Div.                | Temporada           | PJ   | G    | PJ            | G             | PJ                 | G                  | PJ    | G     |
| ------------------------------- | ------------------- | ------------------- | ---- | ---- | ------------- | ------------- | ------------------ | ------------------ | ----- | ----- |
| Alianza · Uruguay               |                     |                     |      |      |               |               |                    |                    |       |       |
| 2.ª                             | 2002                | ?                   | ?    | -    | -             | -             | -                  | ?                  | ?     |       |
| 2.ª                             | 2003                | ?                   | ?    | -    | -             | -             | -                  | ?                  | ?     |       |
| 2.ª                             | 2004                | ?                   | ?    | -    | -             | -             | -                  | ?                  | ?     |       |
| Total                           | Total               | 16                  | 7    | -    | -             | -             | -                  | 16                 | 7     |       |
| Liverpool · Uruguay             |                     |                     |      |      |               |               |                    |                    |       |       |
| 1.ª                             | 2005                | ?                   | ?    | -    | -             | -             | -                  | ?                  | ?     |       |
| 1.ª                             | 2005/06             | ?                   | ?    | -    | -             | -             | -                  | ?                  | ?     |       |
| 1.ª                             | 2006/07             | ?                   | ?    | -    | -             | -             | -                  | ?                  | ?     |       |
| 1.ª                             | 2007/08             | ?                   | ?    | -    | -             | -             | -                  | ?                  | ?     |       |
| 1.ª                             | 2008/09             | ?                   | ?    | -    | -             | -             | -                  | ?                  | ?     |       |
| Total                           | Total               | 59                  | 5    | -    | -             | -             | -                  | 59                 | 5     |       |
| Unión Argentina                 |                     |                     |      |      |               |               |                    |                    |       |       |
| 2.ª                             | 2009/10             | 31                  | 5    | -    | -             | -             | -                  | 31                 | 5     |       |
| 2.ª                             | 2010/11             | 32                  | 1    | -    | -             | -             | -                  | 32                 | 1     |       |
| 1.ª                             | 2011/12             | 34                  | 1    | 0    | 0             | -             | -                  | 34                 | 1     |       |
| 1.ª                             | 2012/13             | 37                  | 2    | 0    | 0             | -             | -                  | 37                 | 2     |       |
| 2.ª                             | 2013/14             | 17                  | 5    | -    | -             | -             | -                  | 17                 | 5     |       |
| Total                           | Total               | 151                 | 14   | 0    | 0             | -             | -                  | 151                | 14    |       |
| Defensor Sporting · Uruguay     |                     |                     |      |      |               |               |                    |                    |       |       |
| 1.ª                             | 2013/14             | 7                   | 0    | -    | -             | 12            | 1                  | 19                 | 1     |       |
| 1.ª                             | 2014/15             | 7                   | 0    | -    | -             | -             | -                  | 7                  | 0     |       |
| 1.ª                             | 2016                | 15                  | 0    | -    | -             | -             | -                  | 15                 | 0     |       |
| 1.ª                             | 2017                | 34                  | 4    | -    | -             | 2             | 0                  | 36                 | 4     |       |
| 1.ª                             | 2018                | 31                  | 0    | -    | -             | 8             | 0                  | 39                 | 0     |       |
| 1.ª                             | 2019                | 13                  | 0    | -    | -             | 6             | 0                  | 19                 | 0     |       |
| 2.ª                             | 2021                | 16                  | 0    | -    | -             | -             | -                  | 16                 | 0     |       |
| Total                           | Total               | 123                 | 4    | -    | -             | 28            | 1                  | 151                | 5     |       |
| Arsenal Argentina               |                     |                     |      |      |               |               |                    |                    |       |       |
| 1.ª                             | 2015                | 7                   | 0    | 0    | 0             | -             | -                  | 7                  | 0     |       |
| Total                           | Total               | 7                   | 0    | 0    | 0             | -             | -                  | 7                  | 0     |       |
| Cerro · Uruguay                 |                     |                     |      |      |               |               |                    |                    |       |       |
| 1.ª                             | 2015/16             | 14                  | 2    | -    | -             | -             | -                  | 14                 | 2     |       |
| Total                           | Total               | 14                  | 2    | -    | -             | -             | -                  | 14                 | 2     |       |
| Gimnasia (J) Argentina          |                     |                     |      |      |               |               |                    |                    |       |       |
| 2.ª                             | 2016                | 20                  | 0    | 1    | 0             | -             | -                  | 21                 | 0     |       |
| Total                           | Total               | 20                  | 0    | 1    | 0             | -             | -                  | 21                 | 0     |       |
| Central Córdoba (SdE) Argentina |                     |                     |      |      |               |               |                    |                    |       |       |
| 1.ª                             | 2019/20             | 6                   | 0    | 3    | 0             | -             | -                  | 9                  | 0     |       |
| Total                           | Total               | 6                   | 0    | 3    | 0             | -             | -                  | 9                  | 0     |       |
| U. de Concepción · Chile        |                     |                     |      |      |               |               |                    |                    |       |       |
| 1.ª                             | 2020                | 29                  | 0    | -    | -             | -             | -                  | 29                 | 0     |       |
| Total                           | Total               | 29                  | 0    | -    | -             | -             | -                  | 29                 | 0     |       |
| Central Español · Uruguay       |                     |                     |      |      |               |               |                    |                    |       |       |
| 2.ª                             | 2022                | 27                  | 0    | 1    | 0             | -             | -                  | 28                 | 0     |       |
| Total                           | Total               | 27                  | 0    | 1    | 0             | -             | -                  | 28                 | 0     |       |
| Total en su carrera             | Total en su carrera | Total en su carrera | 452  | 32   | 5             | 0             | 28                 | 1                  | 485   | 33    |

## Palmarés

### Campeonatos nacionales
| Título          | Club              | País    | Año  |
| --------------- | ----------------- | ------- | ---- |
| Torneo Apertura | Defensor Sporting | Uruguay | 2017 |

### Otros logros
| Título                     | Club              | País      | Año  |
| -------------------------- | ----------------- | --------- | ---- |
| Ascenso a Primera División | Unión de Santa Fe | Argentina | 2011 |
| Ascenso a Primera División | Defensor Sporting | Uruguay   | 2021 |